# Sybra apicespinosa
Sybra apicespinosa là một loài bọ cánh cứng trong họ Cerambycidae.